# 電磁波工学
電磁波工学（でんじはこうがく）とは、電磁波を扱う電子工学の一分野であり、電波工学（マイクロ波領域を含む）、電磁光学などの領域を対象としている。
電磁波工学は、マクスウェル方程式が基礎となっている。